# Penthouse (typ bytu)

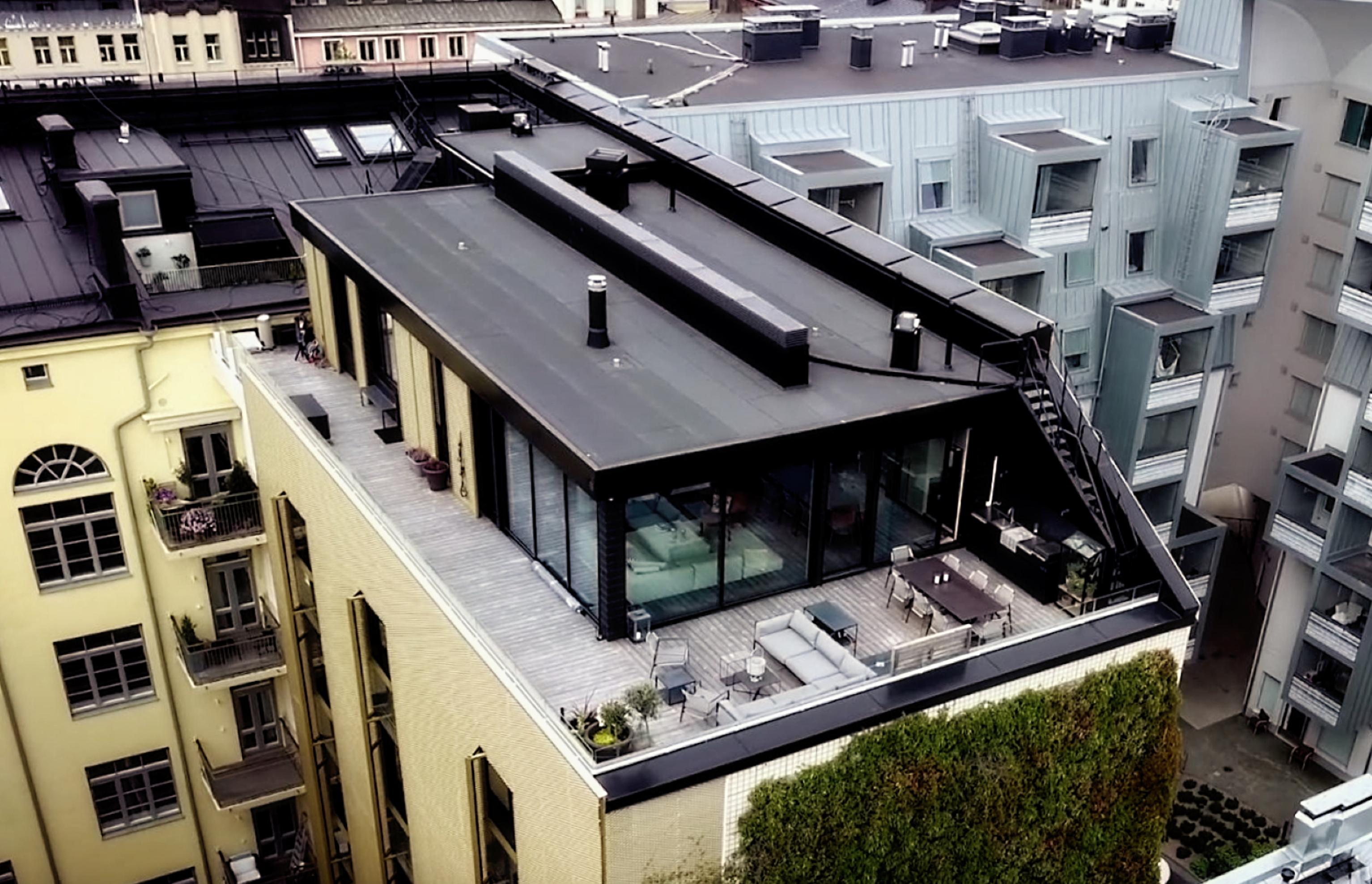
Penthouse byt v Ullanlinně, Helsinky, Finsko

Penthouse je luxusní velkometrážní byt v nejvyšším patře obytné budovy (bytového domu), oblíbený zejména u bohatých lidí. Obvykle je největší ze všech bytů v budově, často je rozdělený na dvě úrovně a má velkou vyhlídkovou terasu. Penthouse je určen pro velmi honosné a luxusní bydlení, obvykle jedné osoby.
Penthousy se od ostatních bytů obvykle liší luxusními prvky. Termín penthouse původně označoval a někdy stále označuje samostatný menší dům, který byl postaven na střeše bytového domu. Z architektonického hlediska označuje konkrétně stavbu na střeše budovy, která je odsazena od jejích vnějších stěn. Přístup je obvykle řešen soukromým výtahem. Tyto stavby nemusí zabírat celou plochu střechy. V poslední době se v luxusních výškových bytových domech začalo označovat několik jednotek v celém nejvyšším obytném patře nebo ve více vyšších obytných patrech včetně nejvyššího patra jako penthouse apartmány a vybavovat je ultraluxusním zařízením, povrchovými úpravami a designem, které se liší od všech ostatních obytných pater budovy. Tyto penthousové apartmány nejsou obvykle odsazeny od vnějších stěn budovy, ale jsou v jedné rovině se zbytkem budovy a jednoduše se liší velikostí, luxusem a následně i cenou.

## Etymologie
Název penthouse pochází ze starofrancouzského slova apentis, které znamená připojená budova nebo přístavek. Moderní pravopis je ovlivněn lidovou etymologií ze 16. století, která spojuje středofrancouzské slovo pro svah (pente) s anglickým podstatným jménem house.
Podle zdroje slovo vzniklo zkomolením anglického paint house – ateliér.

## Další význam
Technologický penthouse jsou prostory v nejvyšších patrech výškových budov, ve kterých jsou umístěny stroje nebo strojní zařízení, například bubnové mechanismy výtahu, chladicí jednotky, generátory.
Penthouse office jsou luxusní kanceláře v nejvyšších patrech výškových budov. Penthouse office prostor nabízí vybavení, které není k dispozici ve většině kanceláří v celé budově. Soukromý vchod, soukromý přístup k výtahu a vyšší výška stropu jsou běžné prvky, které lze v dnešních penthouse kancelářích prostorách nalézt. Dalšími charakteristickými rysy jsou větší podlahová plocha, více apartmánů, terasa a nadměrně velká okna. Penthouse kancelář je často považována za prestižní a dražší.